# リン・バイロン
リン・バイロン（1982年2月14日 - ）は、香港出身の女子プロレスラー。

## 経歴
幼少より中国拳法を習得し、12歳で香港の大会における形部門で優勝。
北京体育大学卒業後、雑技団に入団するが、2008年に退団して地元に戻りアクションスターを目指す。エキストラながら映画出演も果たす。
2010年、SMASHのワールドトライアウトを受験し、合格。
SMASH.1でTAJIRIとエキシビションを披露した後、4月23日のSMASH.2にてVS大原はじめ・朱里戦でデビュー（パートナーはKUSHIDA）。
2011年に入ると朱里との抗争を展開するも、SMASH.14でのシングルマッチで敗れリングネームを「リン・“ビッチ”・バイロン」とされてしまった。
2011年6月9日、初代SMASHディーバ王座決定トーナメント1回戦で華名と対戦し敗れた。11月24日に約半年ぶりに参戦し朱里と対戦、試合後2人は和解し“ビッチ”のニックネームを返上し本隊に戻ることとなった。
2012年4月5日、TAJIRI以下元SMASH所属全選手、レフェリー、練習生とともに、新団体Wrestling New Classicに移籍。
2013年12月29日、劇団水色革命の舞台に出演。
2014年6月、WNC活動停止を機に香港へ帰国した。
覆面レスラー・Rayの正体とされている。そのRayは2018年8月30日に脳腫瘍のため死去したが、発表したPURE-Jは本名及び没年齢を公表していない為、真相は不明である。
なお、Rayの死後、リンも活動実績がなく、消息不明状態である。

## 獲得タイトル
- 第3代WNC女子王座